# Josef Strauss
Josef Strauss (Vienna, 20 agosto 1827 – Vienna, 22 luglio 1870) è stato un compositore, direttore d'orchestra, architetto e inventore austriaco.
Era figlio del compositore Johann Strauss padre e fratello dei compositori Eduard e Johann Strauss II.

## Biografia
Figlio secondogenito di Johann Strauss padre e di Anna Streim, come già era accaduto per gli altri fratelli, anche Josef non avrebbe dovuto dedicarsi alla musica: il padre, infatti, lo aveva destinato alla carriera militare. Josef tuttavia detestava la guerra, non si sentiva adatto ad indossare un'uniforme. In una lettera indirizzata al padre, all'età di diciotto anni, scrisse:
(Josef Strauss)
Quando il padre, nel 1844, abbandonò la famiglia per andare a vivere con la sua amante Emilie Trampusch, Josef fu libero di dedicarsi a ciò che più amava, gli studi ingegneristici, e perciò frequentò il Politecnico di Vienna. Durante i moti del 1848, Josef si unì agli studenti ribelli del Politecnico rischiando anche l'arresto, scongiurato solo dalla determinazione con cui fu difeso e protetto dalla madre Anna.
Conclusi gli studi al Politecnico, dopo essere partito dai lavori manuali più modesti, aveva fatto una brillante quanto rapida carriera: a ventiquattro anni dirigeva già la costruzione di un acquedotto e pubblicava un manuale intitolato "Raccolta di esempi, formule, testi e tavole di matematica, meccanica, geometria e fisica". Aveva inoltre inventato, nel 1853, una macchina per la pulizia delle strade che era stata anche adottata dalla città di Vienna.
Il 1853 segnò una svolta nella storia della famiglia Strauss. Johann, già molto affaticato, ebbe un collasso che fece temere il peggio e i medici gli imposero un lungo periodo di riposo assoluto. Scrisse Eduard Strauss:
(Eduard Strauss)
La malattia del fratello Johann cambiò la sua esistenza. Sacrificando le proprie aspirazioni, Josef si applicò scrupolosamente allo studio musicale, perfezionandosi sotto la guida di Amon (già insegnante del fratello). Il 21 luglio 1853 scriveva alla fidanzata:
(Josef Strauss)
Il 31 agosto 1853 presentò al pubblico il suo primo valzer, significativamente intitolato Die Ersten und Letzten (Il primo e l'ultimo); tale titolo è esplicativo di come a Josef non interessasse per niente mantenere la sua posizione di direttore per molto tempo. Come il padre e il fratello maggiore, Josef ebbe subito dalla sua parte critica e pubblico, meravigliati dalla capacità dimostrata da un ingegnere di trasformarsi in breve tempo in direttore e violinista.
(Eduard Strauss)
Il grande talento di Josef venne riconosciuto perfino da suo fratello Johann che così affermava:
(Johann Strauss jr.)
Pepi era il nomignolo con il quale veniva chiamato Josef in famiglia.
L'8 giugno 1857 Josef Strauss si sposò con la sua compagna d'infanzia Caroline Pruckmayer (1831-1900), soprannominata Lintcherl, dalla quale ebbe una figlia, Karoline Anna (1858-1919), che nacque il 27 marzo 1858. Di temperamento pacato, Josef fu il più riservato e meno divo della famiglia. In un documento del 27 luglio 1862 viene descritto di statura media, viso lungo, capelli neri, occhi marroni, bocca e naso proporzionati.
Josef contribuì tra le altre cose ad ampliare in modo determinante il repertorio delle orchestre Strauss inserendo sempre più frequentemente nei suoi concerti pagine di Wagner, Berlioz e Liszt.
Il suo ritmo di lavoro ci viene così descritto dal fratello Eduard:
(Eduard Strauss)
Era considerato lo Schubert del valzer. Poeta più che musicista, Josef incarnava la tipica figura dell'artista romantico, incline all'introspezione. I suoi valzer tristi e tormentati riflettono appieno il suo carattere, ombroso e schivo. Fra i più celebri valzer dell'autore si ricordano Sphären-Klänge (Armonie celesti) op. 235, Delirien-Walzer (Valzer del Delirio) op. 212 che tradisce l'amore dell'autore per Wagner, Transaktionen (Transazioni) op. 184 scritto nel 1865 scritto per i concerti all'aperto nel Volksgarten di Vienna, Aquarellen op. 258, Mein Lebenslauf ist Lieb und Lust (La mia vita è amore e piacere) op. 263, Dynamiden op. 173, il cui vero titolo è Geheimnise Anziehungskräfte (I segreti poteri dell'attrazione) presentato per la prima volta il 30 gennaio 1865 alla Redoutensaal dell'Hofburg durante il ballo degli industriali. Successivamente, il motivo della prima sequenza di valzer di questo lavoro verrà ripresa dal compositore Richard Strauss per i valzer della sua opera Der Rosenkavalier (Il Cavaliere della Rosa).
Per il valzer Dorfschwalben aus Österreich (Rondini di villaggio d'Austria) op. 164, Josef Strauss si ispirò alla omonima raccolta di novelle di August Silberstein e la raffinatezza di questa pagina fece scrivere a Jacob:
(H. E. Jacob)
Fra le polke di maggiore successo si ricordano invece la Jockey-Polka op. 278, Plappermäulchen! op. 245 (uno spensierato scherzo musicale dedicato alla figlia Karoline), Ohne Sorgen! (Senza pensieri!) op. 271, Moulinet-Polka op. 57, Irenen-Polka op. 113, WinterIust op. 121, Auf Ferienreisen! op. 133, Pêle-mêle op. 161, Eingesendet op. 240, Eislauf op. 261 e specialmente la Pizzicato-Polka, scritta a quattro mani col fratello Johann nel 1869).
Per la polka-mazurka, il suo genere musicale prediletto, scrisse svariati brani nei quali meglio poteva esprimere il proprio senso poetico; fra le più famose si ricordano Die libelle (La libellula) op. 204, Die emancipirte op. 282 (L'emancipata), Die Tanzende Muse op. 266, Frauenherz (Cuore di Donna) op. 166, Die Schwätzerin op. 144, Arm in Arm op. 215, Thalia op. 195.
Pochi mesi dopo la morte della madre (avvenuta il 23 febbraio 1870), durante un concerto a Varsavia, Josef (la cui salute era già malferma), particolarmente teso a causa di un diverbio con un componente dell'orchestra, svenne sul podio, cadde e batté la testa. Le sue condizioni apparvero subito disperate; trasportato a Vienna, vi morì prematuramente il 22 luglio 1870, all'età di quarantatré anni.
Josef Strauss venne inizialmente sepolto nel Cimitero di San Marco (Sankt Marxer Friedhof) accanto alla madre, e successivamente, i resti vennero spostati in una tomba nel Cimitero Centrale di Vienna, nell'area dedicata ai grandi compositori, a fianco del resto della famiglia Strauss.

## Opere
- Die Ersten und Letzten, valzer op. 1
- Die Ersten nach den Letzten, valzer op. 12
- Die Guten, Alten Zeiten, valzer op. 26
- Perlen der Liebe, valzer op. 39

- Moulinet, polka op. 57
- Sympathie, polka-mazurka op. 73
- Lustschwärmer, valzer op. 91
- Wiener Bonmots, valzer op. 108
- Winterlust, polka-schnell op. 121

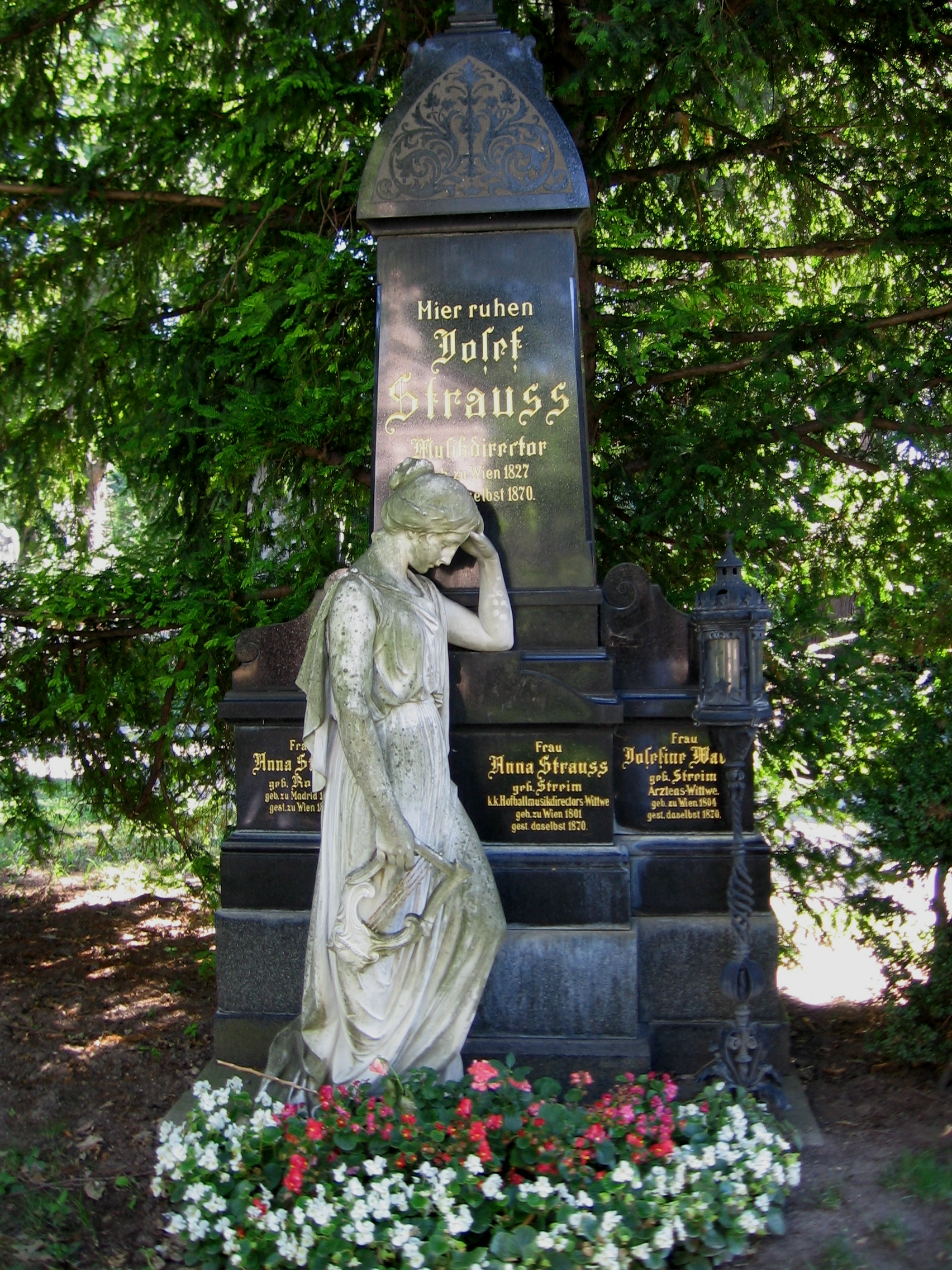
Tomba di Josef Strauss al Cimitero Centrale di Vienna

- Auf Ferienreisen!, polka-schnell op. 133
- Die Schwätzerin, polka-mazurka op. 144
- Wiener Couplets, valzer op. 150
- Dorfschwalben aus Österreich, valzer op. 164
- Frauenherz, polka-mazurka op. 166
- Sport-Polka op. 170
- Dynamiden (Geheimne Anziehungskräfte), valzer op. 173
- Stiefmütterchen, polka-mazurka op. 183
- Transaktionen, valzer op. 184
- Die Marketenderin, polka op. 202
- Die Libelle, polka-mazurka op. 204
- Delirien, valzer op. 212
- Sphärenklänge, valzer op. 235
- Eingesendet, polka-schnell op. 240
- Plappermäulchen, polka-schnell op. 245
- Aquarellen, valzer op. 258
- Eislauf, polka-schnell op. 261
- Mein Lebenslauf Ist Lieb` Und Lust!, valzer op. 263
- Die Tanzende Muse, polka-mazurka op. 266
- Feuerfest!, polka op. 269
- Ohne Sorgen!,  polka-schnell op. 271
- Nilfluthen, valzer op. 275
- Jokey, polka-schnell op. 278
- Hesperusbahnen, valzer op. 279
- Die Emancipierte, polka-mazurka op. 282